# Österreichische Fischertaube
Die Österreichische Fischertaube ist eine junge Rasse der Farbentauben, die vor mehr als hundert Jahren im Flachgau (Raum Salzburg) und dem angrenzenden Oberösterreich erzüchtet wurde.
Die Österreichische Fischertaube hat eine normale Feldtaubenfigur. Ihre Füße sind unbefiedert (glattfüßig). Die Grundfarbe des Gefieders ist weiß. Schwanz und Kopfplatte sind farbig, die Begrenzungslinie am Kopf verläuft vom Schnabelwinkel durch die Augen bis zur weißen Muschelhaube, einer Gefiederbildung, die den Hinterkopf bogenförmig umgibt. Diese Kalottenzeichnung ist bei Farbentauben einmalig. Sie sind in den Farben schwarz, rot und gelb anerkannt. Nach Schütte existieren auch Blaue.